# Keeuna woodburnei
Keeuna woodburnei is een uitgestorven roofbuideldier uit het Oligoceen-Mioceen van Zuid-Australië. Het is de enige soort van het geslacht Keeuna en een van de vroegste vertegenwoordigers van de familie der echte roofbuideldieren (Dasyuridae).